# Over the Hills and Far Away (Led Zeppelin-låt)
Over the Hills and Far Away, är en låt skriven av Jimmy Page och Robert Plant, framförd av Led Zeppelin på albumet Houses of the Holy släppt 1973. Låten skrevs 1970 i Bron-Yr-Auri Wales och hade arbetsnamnet "Many, Many Times". 
Led Zeppelin hade låten på sin konsertlista från 1972 till Knebworth House i Knebworth 1979.